# اپیفنی پرینس
اپیفنی پرینس (انگلیسی: Epiphanny Prince؛ زادهٔ ۱۱ ژانویهٔ ۱۹۸۸) بازیکن بسکتبال اهل ایالات متحده آمریکا است.
از باشگاه‌هایی که در آن بازی کرده‌است می‌توان به باشگاه ورزشی گالاتاسارای اشاره کرد.